# Kanzel (Yzeure)

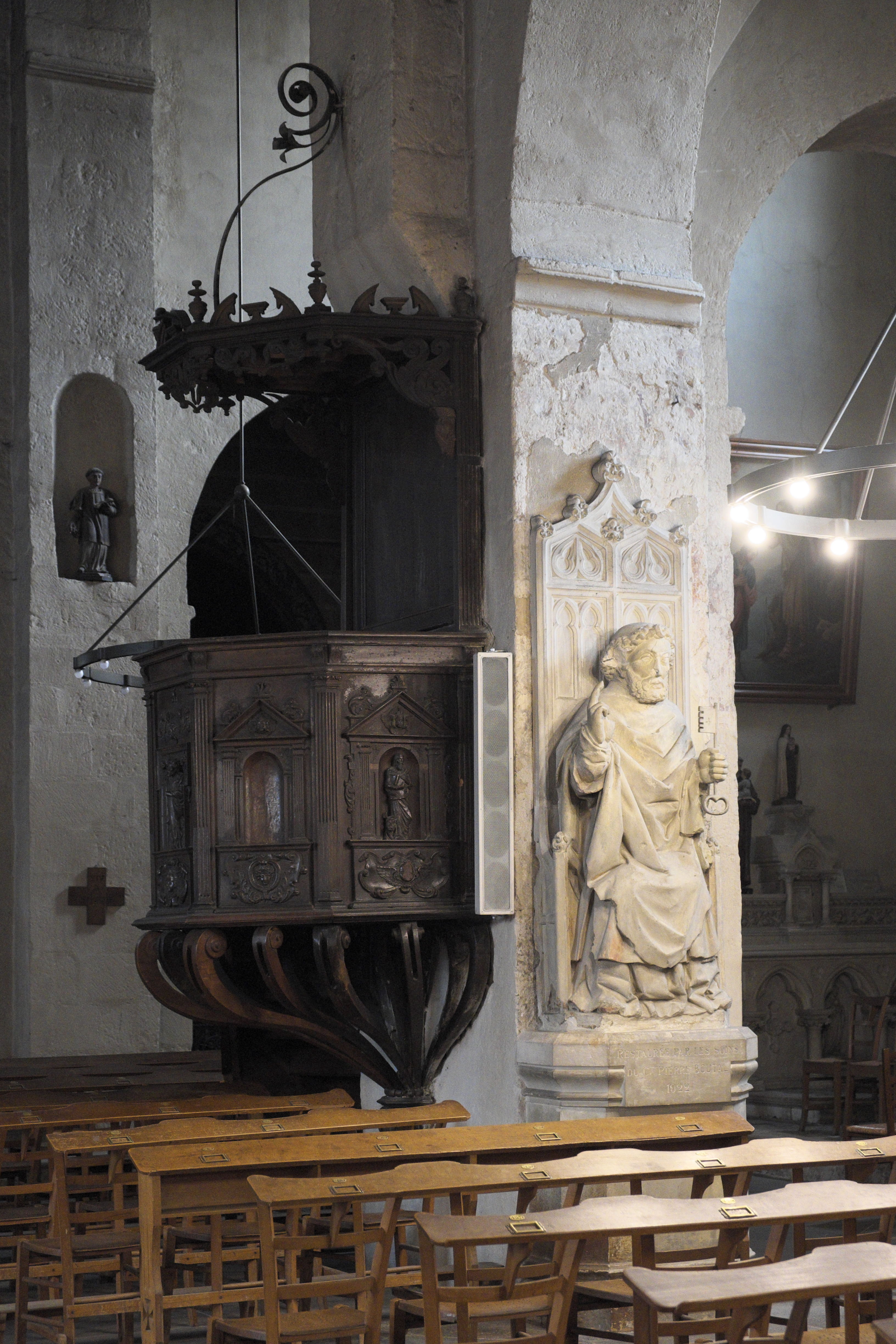
Kanzel in Yzeure

Die Kanzel in der Kirche St-Pierre in Yzeure, einer französischen Gemeinde im Département Allier der Region Auvergne-Rhône-Alpes, wurde 1623 geschaffen. Die Kanzel wurde 1907 als Monument historique in die Liste der geschützten Objekte (Base Palissy) in Frankreich aufgenommen.
Die Kanzel aus Eichenholz, die mit der Jahreszahl 1623 bezeichnet ist, besaß am Kanzelkorb vier Schnitzfiguren der Evangelisten, von denen eine gestohlen wurde. Der Schalldeckel ist mit Schnitzereien von Architekturelementen geschmückt.